# Le Grand-Serre
 Le Grand-Serre  là một xã thuộc tỉnh Drôme trong vùng Rhône-Alpes đông nam nước Pháp. Xã Le Grand-Serre nằm ở khu vực có độ cao trung bình 480 mét trên mực nước biển.
Sông Galaure chảy theo hướng tây qua phía bắc thị trấn, sau đó tạo thành ranh giới tây bắc xã này.